# Pachycymbiola
Pachycymbiola  é um gênero de moluscos gastrópodes marinhos predadores pertencente à família Volutidae da ordem Neogastropoda. Foi classificado por Rodolpho von Ihering, em 1907; no texto "Les mollusques fossiles du Tertiaire et du Crétacé supérieur de l'Argentine"; publicado nos Anales del Museo Nacional de Buenos Aires; com seu tipo nomenclatural, Pachycymbiola brasiliana, classificado por Jean-Baptiste de Lamarck, em 1811, como Adelomelon (Pachycymbiola) brasilianum. Sua distribuição geográfica abrange o sudoeste do oceano Atlântico, entre o Rio de Janeiro, no sudeste do Brasil, até a Terra do Fogo, na Argentina (incluindo o estreito de Magalhães). Todas as três espécies deste gênero já foram classificadas como subgênero do gênero Adelomelon Dall, 1906.

As espécies do gênero Pachycymbiola têm como habitat as águas moderadamente geladas ao sul da América do Sul; nas costas do Brasil, Uruguai e Argentina.

## Espécies dePachycymbiola
- As conchas de Pachycymbiola diferem das conchas de Adelomelon porque são globosas, sem marcações em zigue-zague marrons, com espiral baixa e protoconcha globosa a mamilar, sem calcarella.[1]

Pachycymbiola brasiliana (Lamarck, 1811) - Espécie-tipo
Pachycymbiola ferussacii (Donovan, 1824)
Pachycymbiola scoresbyana (Powell, 1951)